# Nergal
Denna artikel handlar om det mesopotamiska guden Nergal, för den polske sångaren Adam "Nergal" Darski, se Nergal (sångare).

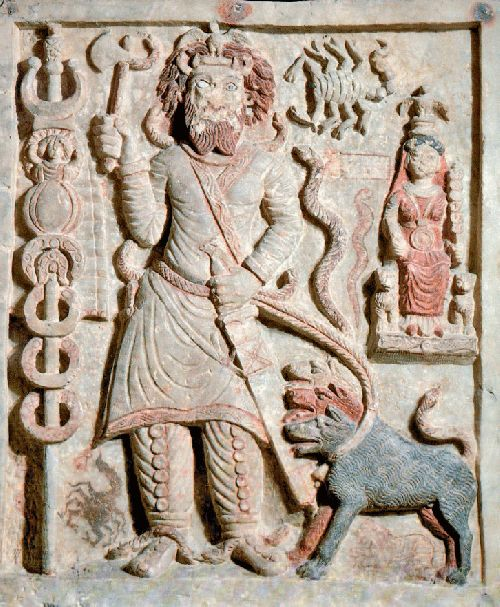

Nergal var en underjordsgud bland Annunakis i mesopotamisk mytologi, ibland omnämnd som make till Ereshkigal då de ska ha fått barnen Ninazu och Sebitti. 
Nergal skall ha förkroppsligat den brännande och ödeläggande hettan; samt var även pest- och krigsgud. Han var även stadsgud i Kutha. Nergals namn är knutet till en myt om hur underjordsgudinnan kunde besegras första var Nergal, som därefter blev underjorden och de dödas härskare.